# Pridvorica, Blace
Pridvorica (izvirno srbsko Придворица) je naselje v Srbiji, ki upravno spada pod Občino Blace; slednja pa je del Topliškega upravnega okraja.

## Demografija
V naselju živi 115 polnoletnih prebivalcev, pri čemer je njihova povprečna starost 57,6 let (53,9 pri moških in 61,2 pri ženskah). Naselje ima 63 gospodinjstev, pri čemer je povprečno število članov na gospodinjstvo 1,97.
To naselje je popolnoma srbsko (glede na rezultate popisa iz leta 2002), a v času zadnjih treh popisov je opazno zmanjšanje števila prebivalcev.
|  |

| Demografija | Demografija     | Demografija     |
| Leto        | Št. prebivalcev | Št. prebivalcev |
| ----------- | --------------- | --------------- |
|             |                 |                 |
|             |                 |                 |
|             |                 |                 |
|             |                 |                 |
| 1948        | 491             |                 |
| 1953        | 514             |                 |
| 1961        | 437             |                 |
| 1971        | 318             |                 |
| 1981        | 253             |                 |
| 1991        | 201             | 197             |
| 2002        | 124             | 124             |
|             |                 |                 |

| Etnična sestava po popisu iz leta 2002 | Etnična sestava po popisu iz leta 2002 | Etnična sestava po popisu iz leta 2002 | Etnična sestava po popisu iz leta 2002 | Etnična sestava po popisu iz leta 2002 |
| -------------------------------------- | -------------------------------------- | -------------------------------------- | -------------------------------------- | -------------------------------------- |
| Srbi                                   | Srbi                                   |                                        | 124                                    | 100,0%                                 |
| Neznano                                | Neznano                                |                                        | 0                                      | 0,0%                                   |